# Banda (peuple)
Pour les articles homonymes, voir Banda.
Les Banda (ou Gbanda) sont une population d'Afrique centrale, surtout présente en République centrafricaine – où ils constituent l'un des principaux groupes ethniques avec près de 30 % de la population. Elle est également établie en République démocratique du Congo, au Cameroun, ainsi qu'au Soudan du Sud.
Estimée à plus de 1 500 000 personnes, elle comprend plusieurs sous-groupes tels que : Linda, Kreich, Langba, Yakpa, N'Gao, Togbo, N'Diri et Dakpa.

## Origines
Venus probablement de la Nubie (Darfour et Kordofan), d’autres de la région du Bar-El- Ghazal (Sud-ouest du Soudan), via le plateau de l’Abyssinie en Éthiopie, plus précisément de la vallée du Nil Bleu. Nombreux mais fragilisés par de fréquents conflits internes, ils constituèrent des proies faciles pour les esclavagistes musulmans et arabes de tout acabit qui écumaient leur région,. Par conséquent décident-ils d’avancer vers les régions du Sud et du Sud-ouest de l'Afrique. Au cours de cette migration, il y eut éclatement et autonomisation des différentes fractions. En dehors de la Centrafrique , on peut aussi trouver les Banda en République Démocratique du Congo, au Cameroun et au Ghana.  
Les petites entités qui vivent séparément aujourd'hui, formaient jadis un seul et même groupe. Le groupe ethnique Banda se décompose en différents sous-groupes et apparentés suivants : Linda, Togbo, Gbanziri, Langbachi, Dakpa, Ndokpa, Sabanga qu'on retrouve dans la région de la Ouaka; Ngadja, Togbo, Védré (Vidri), Kpatré, Ouadda, Tamgbago qu'on retrouve dans les régions de Hautte-Kotto et Bamingui-Bangoran; Yakpa, Ngboungou installés dans les régions de M’Bomou et Basse-Kotto; Ngao, Wodjo, Ngapo, Mourouba installés dans les régions de Nana-Gribizi, Ombella-Mpoko, Bamingui-Bangoran et Kémo; Gbambia et Haye dans les régions de l'Ouham et L'Ouham-Pendé et enfin les Yanguéré qui sont installés dans la région de la Sangha-Mbaéré. L'esclavage, les déportations et les pratiques coloniales eurent des conséquences lourdes et irréversibles sur la société banda au même titre que chez les autres peuplades du territoire de l'actuelle République centrafricaine.

## Histoire

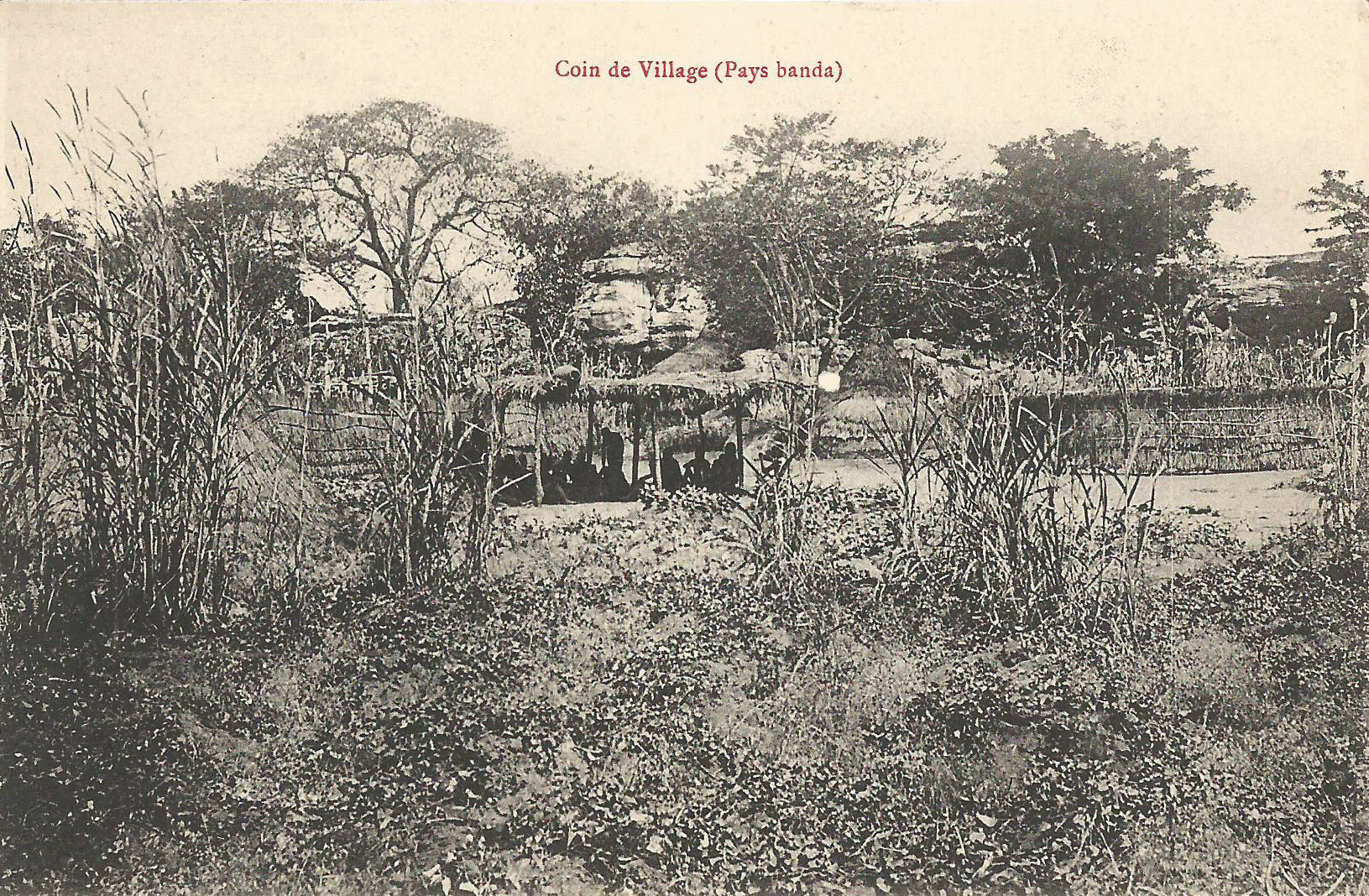
Village en pays banda (RCA).

Les Banda ont probablement été l’un des groupes ethniques de la RCA les plus affectés par les raids des marchands d’esclaves dans le cadre de la traite arabe.
Mohamed es-Senoussi, le neveu, devenu sultan du Dar El-Kouti, dans le nord de la Centrafrique, en 1890, lance de son territoire des raids esclavagistes sur les Bandas.
Il poursuit ses raids esclavagistes le long de la rivière Ouaka, qui déciment le pays banda jusqu'en 1910 avec la complicité passive de la France, avant d'être tué par la nouvelle puissance coloniale en 1911. Mais l'installation des banda en territoire de l'Oubangui-Chari fut lente et progressive à cause des populations déjà établies sur le territoire, le peuple Zandé et nzakara qui longent la rivière Oubangui, et des groupes gbaya et  manza de l’Ouest Ces razzias ont eu des conséquences désastreuses sur les populations septentrionales de l'Oubangui-Chari, les échangent s'opéraient grâce à des alliances plus ou moins durables conclues avec des groupes locaux bandas. À l'arrivée des premières missions d'exploration européennes, le groupe Banda mal organisé, fragilisé par les guerres tribales et les razzia esclavagistes du sultan du Dar el-Kuti Muhammad al-Sanusi, n'opposa presque pas de résistance. Les bavures de l’administration coloniale et du régime concessionnaire eurent pour conséquences de fragiliser l’organisation socio-politique banda.

## Langues
Les différentes communautés parlent des langues adamawa-oubanguiennes, une branche de la famille des langues nigéro-congolaises. À côté, il y a aussi le Banda-Ndélé qui est parlé par le sous groupe oubanguien. 

## Culture

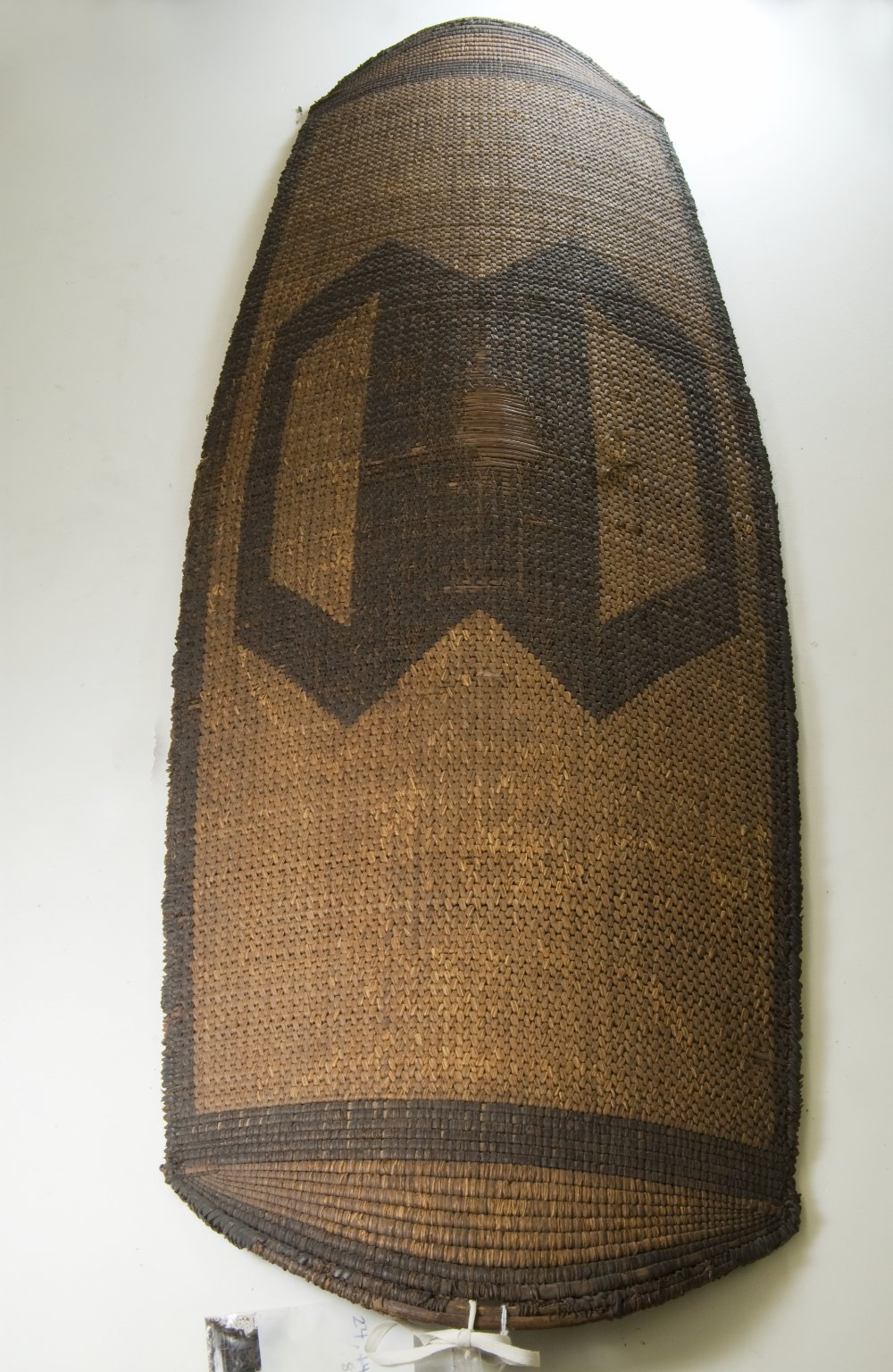
Bouclier mbugbu (sous-groupe banda).

Le peuple banda donne une place importante aux associations initiatiques. La célébration des cérémonies initiatiques lors desquelles les jeunes hommes doivent être circoncis et les jeunes femmes excisées est un passage honorifique et obligatoire dans la société banda. La musique banda, surtout jouée lors des initiations, est remarquable. Ce rituel est suivi dans la nuit par une célébration avec des chants et danses cacophoniques.